# Woltmershausen
Woltmershausen (Plattdeutsch Woltmershusen) ist ein Stadtteil von Bremen und gehört zum Bremer Stadtbezirk Süd.

## Geografie und Ortsteile
Woltmershausen befindet sich an der linken Seite der Weser im Südwesten der Stadt. Der Stadtteil ist benachbart mit den Stadtteilen Neustadt im Osten sowie Seehausen und Strom im Westen und Süden.

### Woltmershausen

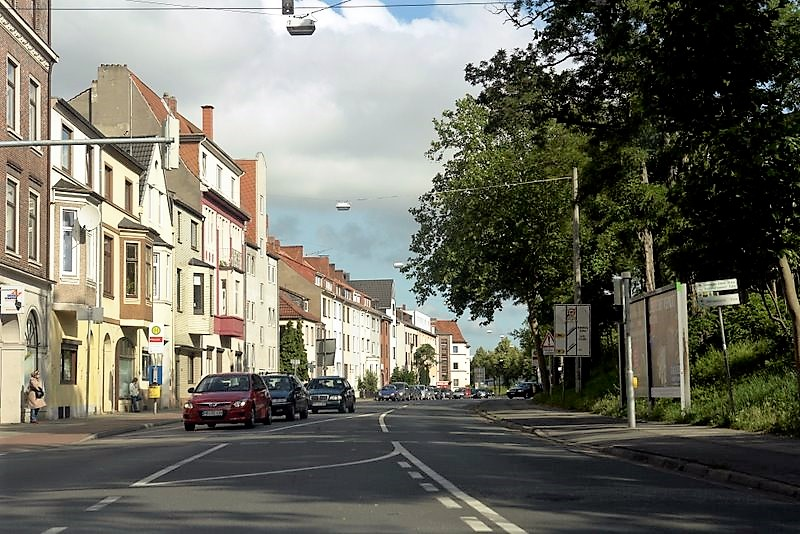
Woltmershauser Straße (rechts: Weserdeich, mit der Ladestraße), 2009

Fläche: 3,25 km², 11.025 Einwohner (3.392 Einwohner je km²)
Woltmershausens Ursprünge reichen bis in frühgeschichtliche Zeit zurück. Der Name bezieht sich auf die Siedlung eines Grundherrn namens Woltmer (Woldemar). Im 18. Jahrhundert gab es sechs Vollhöfe, drei Kötner sowie einige Brinksitzer und Häuslinge. Die Einwohnerzahl betrug etwa 300.
Woltmershausen gehörte zum Niedervieland und lag hinter dem Weserdeich. 1666 brannten die Bremer das Dorf bei einer Belagerung der Stadt durch die Schweden nieder, weil es im Vorgelände der Festung lag; beim Wiederaufbau wurden einige Hausstellen zur Sicherung gegen Hochwasser weiter aufgehöht, andere durften nicht wieder bebaut werden. Nur der entfernter liegende Kamphof blieb erhalten, von dem noch heute einer alten Lindenreihe auf dem Friedhof Woltmershausen und der Straßennamen Kamphofer Damm zeugt.
Im 19. Jahrhundert änderte sich die Struktur. Zunächst wurde am Weserufer Schiffbau betrieben, sonstige Industrie hielt nur zögernd Einzug. Die Einwohnerzahl nahm ständig zu, an der Woltmershauser Straße entwickelten sich Ladengeschäfte, Gastwirtschaften und Gewerbebetriebe.
Aufgrund der Nähe des Hafens entstanden Säge- und Hobelwerke der Holzhandlungen. Es siedelten sich auch größere Industriewerke in Woltmershausen an, wie das Gaswerk Woltmershausen und die Tabakfabrik Martin Brinkmann. Südlich auf der Straße Auf dem Bohnenkamp entwickelte sich ein ausgedehntes Parzellengebiet. 1902 wurde Woltmershausen eine eigene Kirchgemeinde (zu Rablinghausen gehörig); zugleich wurde das bisherige Dorf als Stadtteil in Bremen aufgenommen.
Woltmershausen hat heute bei einigermaßen gleichbleibender Bevölkerungszahl etwa 11.000 Einwohner. Die meisten Berufstätigen sind Handwerker, Arbeiter und Angestellte. In sieben Industriebetrieben sind mehr als 4.000 Menschen beschäftigt.
Der Eingang von Woltmershausen war jahrzehntelang geprägt durch einen großen Gasometer am Neustädter Güterbahnhof. Es wurde 1954 erbaut, war nach dem Dom damals das zweithöchste Gebäude und konnte mehr als 100.000 Kubikmeter Stadtgas speichern. Der Turm war grün, jedoch war der obere Teil in Anlehnung an die Bremer Speckflagge mit roten und weißen Rechtecken gestrichen. Dreißig Jahre später wurde er wieder abgerissen.

### Rablinghausen
Fläche: 1,77 km², 3.124 Einwohner (1.765 Einwohner je km²)
Sehenswert ist die als barocker Saalbau bis 1750 errichtete Dorfkirche Rablinghausen, welche nach Zerstörungen im Zweiten Weltkrieg wieder aufgebaut wurde. Bemerkenswert ist das alte Bauernhaus Westerdeich.

## Geschichte

### Name
Das Vieland wurde um 1280 als in dem vi lande, um 1297 als Vilant und um 1364 als Vylant erwähnt.

Woltmershausen kommt wahrscheinlich von dem sächsischen Siedler Woltimar von Liestmunde, der sich laut einer Urkunde von 1083 auf dem Werder links der Weser angesiedelt hat.

Der Volksmund sagt auch Pusdorf zu Woltmershausen. Ob der Name von vorherrschendem starken Wind (es „pustet“) oder dem Familiennamen einer bäuerlichen Großfamilie entstammt ist nicht geklärt.

Rablinghausen hieß um 1250 Ratteringhusen und ab 1295 Ratbringhusen. So ähnlich könnte wahrscheinlich eine dort siedelnde Familie geheißen haben.

### 1200 bis 1900
1244 wurde Woltmershausen und 1250 Rablinghausen erstmals urkundlich erwähnt. Die Orte gehörten zum Goh Vieland, nach dessen Teilung 1598 zum Goh Niedervieland.

Zur Sicherung des Ochtumübergangs des Weges von Bremen nach Delmenhorst bei dem südwestlich von Woltmershausen gelegenen Dorf Ware wurde 1309 der Wartuem errichtet, 1577 daneben das Zollhaus, wo der Wegezoll für den aufwändig zu unterhaltenden Damm über die Ochtumniederung erhoben wurde. Es war und ist auch als Gasthaus Storchennest bekannt.
Woltmershausen und Rablinghausen wurden auf Anordnung des Bremer Rates 1666 niedergebrannt, um freies Schussfeld gegen die anrückenden Schweden zu bekommen. Nur zwei Höfe in Rablinghausen bleiben erhalten.
Seit dem 13. Jahrhundert gehörten Woltmershausen und Rablinghausen zum Kirchspiel von St. Martini in Bremen. 1746 wurde für dessen im Niedervieland gelegenen Teil mit den Dörfern Rablinghausen, Woltmershausen, Lankenau, Strom und Neuenland ein eigenes Kirchspiel eingerichtet. 1750 wurde der Neubau einer barocken Saalkirche – der Rablinghauser Kirche – fertiggestellt. 1772 schieden Strom und Neuenland aus dem Kirchspiel wieder aus.
Schule: Auch als Schulstandort war die St. Martini-Gemeinde zuständig, die seit 1690 eine Nebenschule bei der Kirche in Rablinghausen unterhielt. 1848 gab es drei Klassen mit 216 Schülern. Durch die Bevölkerungszunahme wurde die Schule ständig erweitert und sie hatte 1891 8 Klassen.

Ab 1871 gab es auch eine ständig wachsende Nebenschule des Kirchspiels an der Woltmershauser Straße mit 20 Klassen im Jahr 1902. 1903 entstand ein Neubau an der Woltmershauser Allee der 1944 zerstört wurde.
Woltmershausen, Rablinghausen und Lankenau hatten 1812 zusammen 660 Einwohner.
Der Neustadtgraben wurde 1840 vertieft. Er diente zur Entlastung der Schlachte und als Winterhafen.
Die Bahnstrecke Oldenburg–Bremen – nunmehr Grenzlinie für Woltmershausen – mit dem Bahnhof Bremen-Neustadt entstand bis 1867. Der Sicherheitshafen bekam einen Gleisanschluss. Die Struktur änderte sich, am Weserufer wurde Schiffbau betrieben, sonstige Industrie folgte.
Der neue Woltmershauser Canal stellte ab 1873 mit dem Sicherheitshafen (ab 1900 Hohentorshafen) eine neue Verbindung zur Weser. Es siedelten sich Gewerbebetriebe an, vor allem Holzfirmen. Die Bremer Lagerhaus Gesellschaft (BLG) fand 1877 hier ihren Gründungsstandort. Das Gewerbegebiet weitete sich nunmehr auf dem Woltmershauser Vordeichsland aus.
Der Woltmershauser Sandstrand wurde zu Gunsten der Neustädter Hafen später beseitigt.

Die Tabakfabrik Martin Brinkmann nahm 1911 die Produktion in Woltmershausen auf und war bis zur Umsiedlung (1984) nach Berlin der größte Arbeitgeber im Stadtteil.

### Ab 1900
Zur Jahrhundertwende von 1900 ist Woltmershausen ein Wohnort für überwiegend Hafen- und Werftarbeiter geworden. In Rablinghausen bleibt der dörfliche Charakter länger erhalten. Das linke Weserufer war mit dem Sandstrand ein beliebter Freizeitbereich vieler Bremer.
1902 fand die Eingemeindung von Woltmershausen in die Stadt Bremen statt und 1921 die Eingemeindung von Rablinghausen.
1905 hatten Woltmershausen, Rablinghausen und Lankenau 7.473 Einwohner.

1905 eröffnete die neue Schule an der Rechtenflether Straße (heute Grundschule) in Woltmershausen mit 12 Klassen den Unterricht. Sie sollte auf bis zu 18 Klassen ausgebaut werden und erhielt 1957 einen Erweiterungsbau.

Die neogotische Christuskirche an der Woltmershauser Straße wurde 1906 eingeweiht.
Die Straßenbahnlinie 7 wurde 1933 bis Rablinghausen-Bakeweg verlängert. Die Wohnungsfürsorgeanstalt der Nazis am Warturmer Platz entstand ab 1936. Die Siedlung war für kinderreiche Gemeinschaftsfremde bestimmt, die zwangsweise eingewiesen wurden.
Nach dem Zweiten Weltkrieg hatte 1960 Woltmershausen 18.544 Einwohner. Zu dieser Zeit von 1960 bis 1962 wurde der Neustädter Hafen gebaut und bei Baggerarbeiten konnte in der Weser eine Hansekogge aus dem 14. Jahrhundert geborgen werden.
1960 wurde der 1. Bauabschnitt der Schule an der Butjadinger Straße in Woltmershausen fertiggestellt.

Die Gasanstalt wurde 1964 stillgelegt. Der Gasometer blieb bis 1984 stehen.

1965 erfolgte die Stilllegung der Straßenbahnlinie 7 und Busse übernahmen den öffentlichen Nahverkehr.

Der Weser-Uferpark vom Lankenauer Höft bis Rablinghausen wurde 1972 fertiggestellt.

1981 erfolgte die Stilllegung der Fährverbindung zwischen Woltmershausen und Gröpelingen/Walle.

Mit der Eröffnung des Kulturladens Pusdorf  1982 konnte die soziale und kulturelle Arbeit im Stadtteil neue Impulse erfahren.
Der Bau des Güterverkehrszentrums (GVZ) von 1983 und der Ausbau des Gewerbegebietes stärkte den Wirtschaftsstandort Woltmershausen erheblich. Auf dem 500 Hektar großen Areal haben sich bis 2008 auf 200 ha über 130 Firmen mit über 5.500 Beschäftigten angesiedelt. Die dazu gegründete GVZ Entwicklungsgesellschaft und die Wirtschaftsförderungsgesellschaft  Bremer Investitionsgesellschaft (BIG) vertreten die Interessen der Gebietsentwicklung.
Im Frühjahr 2013 wurde die Fährverbindung zum rechten Weserufer reaktiviert. Im saisonalen Wochenendverkehr verbindet die Weserfähre nun das Lakenauer Höft mit dem Einkaufszentrum Waterfront in Gröpelingen und der Überseestadt. Im Rahmen einer Machbarkeitsstudie wurde auch geprüft, diese Fährverbindung auszubauen und in den regulären Nahverkehr zu integrieren.

### Einwohnerentwicklung
| Orts-/Stadtteil | 1812 | 1855  | 1905  | 1955   | 1975   | 1995   | 2007   |
| --------------- | ---- | ----- | ----- | ------ | ------ | ------ | ------ |
| Woltmershausen  | 311  | 956   | 6.629 |        | 9.863  | 10.852 | 10.697 |
| Rablinghausen   | 128  | 183   | 844   |        | 3.889  | 3.226  | 3.103  |
| Stadtteil       | 439  | 1.148 | 7.473 | 17.680 | 13.752 | 14.078 | 13.800 |

Das Dorf Lankenau hatte 1812 ca. 220 und 1855 ca. 270 Einwohner, die in den Summen und in der Einwohneranzahl von Rablinghausen für 1905 enthalten sind.

 Ab 1975 durchschnittliche Jahresbevölkerung als Angaben vom Statistischen Landesamt Bremen. 

## Politik und Verwaltung

### Beirat
Der Beirat Woltmershausen ist auch für die Ortsteile Hohentorshafen und Neustädter Hafen im Stadtteil Häfen zuständig. Er tagt in der Regel am ersten Montag eines Monats öffentlich im Kulturhaus Pusdorf, Woltmershauser Straße 444. Der Beirat setzt sich aus den auf Stadtteilebene gewählten Vertretern der politischen Parteien oder Einzelkandidaten zusammen. Die Beiratswahlen finden alle vier Jahre statt, zeitgleich mit den Wahlen zur Bremischen Bürgerschaft. Der Beirat diskutiert über alle Belange des Stadtteils, die von öffentlichem Interesse sind, und fasst hierzu Beschlüsse, die an die Verwaltung, die Landesregierung und die Stadtbürgerschaft weitergeleitet werden. Für seine Arbeit bildet er Fachausschüsse. Dem Beirat stehen für stadtteilbezogene Maßnahmen eigene Haushaltsmittel zur Verfügung.
Beiratssprecherin ist Edith Wangenheim (SPD). Ihr Stellvertreter ist Ole Lindemann (CDU).

### Ortsamt
Für die Stadtteile Neustadt und Woltmershausen und die Ortsteile Hohentorshafen und Neustädter Hafen ist ein gemeinsames Ortsamt als örtliche Verwaltungsbehörde eingerichtet. Ortsamtsleiter ist seit 2022 Uwe Martin.

## Kultur und Sehenswürdigkeiten

### Bauwerke

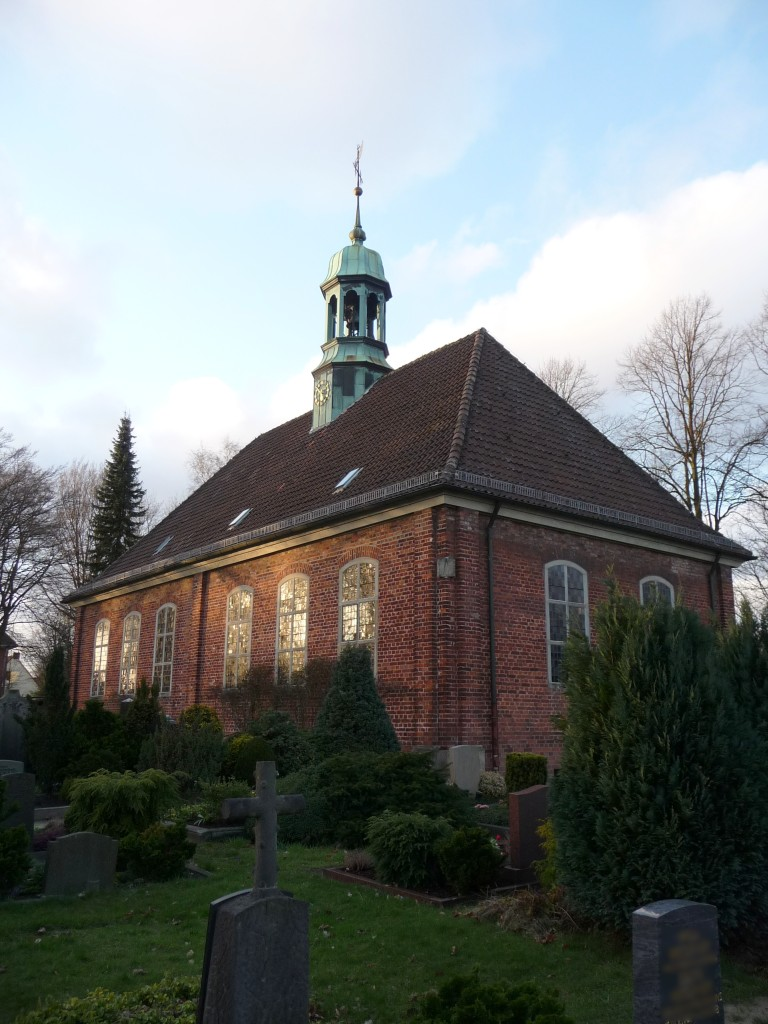
Kirche und Friedhof Rablinghausen

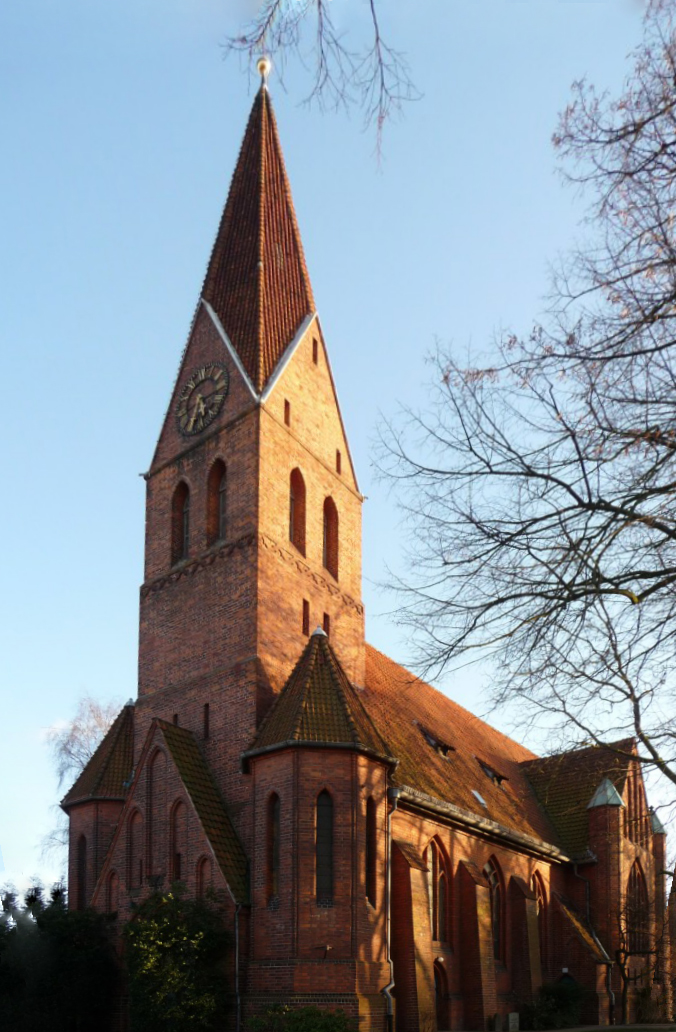
Christuskirche in Woltmershausen

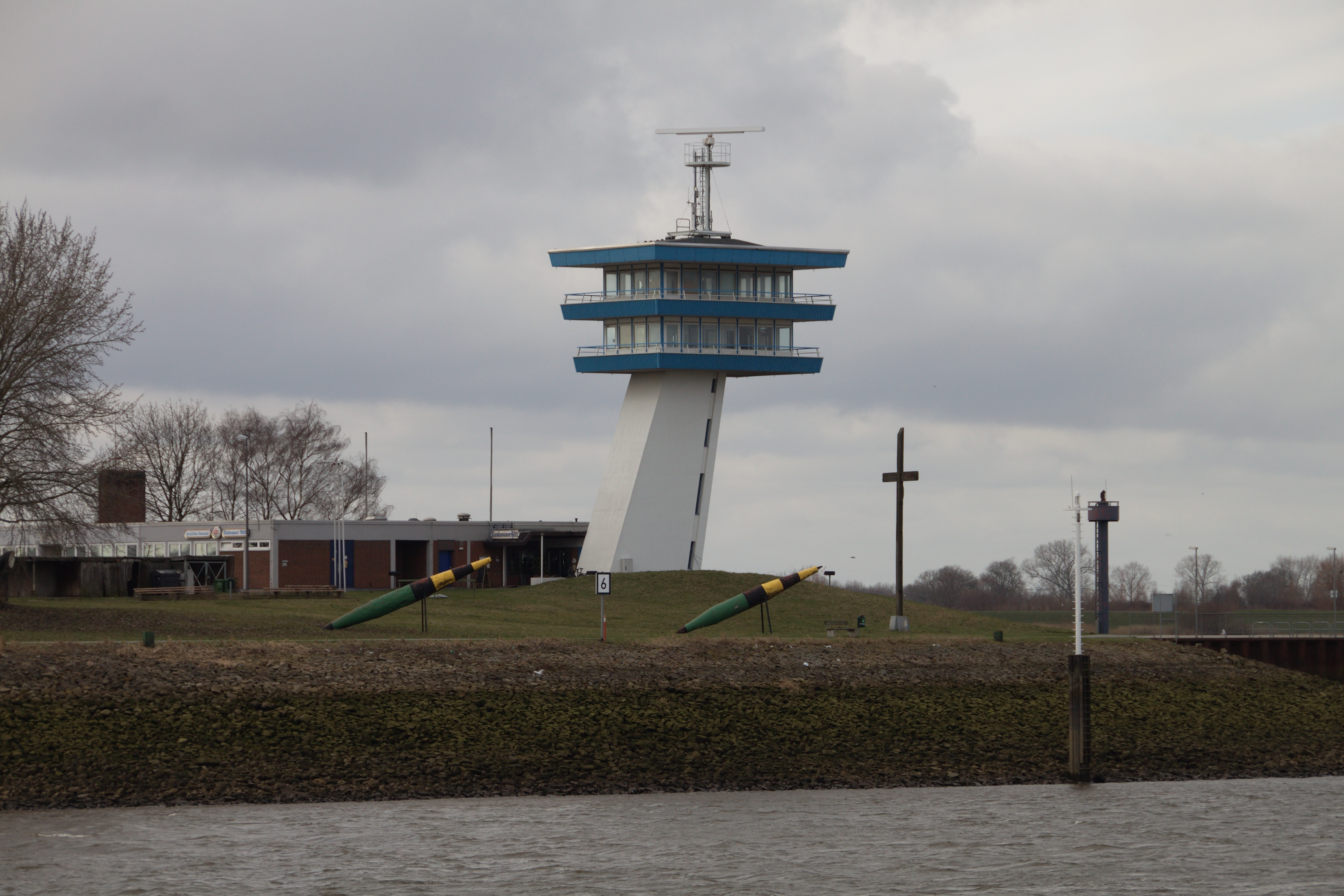
Lankenauer Höft

- Die evangelische Kirche Rablinghausen am Rablinghauser Deich ist ein Barockbau von Grütter von 1748/50. Sie wurde 1964/65 umgebaut (Koordinaten: 53° 5′ 31,4″ N, 8° 45′ 17,8″ O).
- Die historisierende, evangelische Christuskirche in Woltmershausen an der Woltmershauser Straße geplant von Otto Blendermann und von 1904 bis 1906 gebaut (Koordinaten: 53° 5′ 0″ N, 8° 46′ 3,4″ O).
- Das Storchennest an der Warturmer Heerstraße war einst das Zollhaus zwischen Bremen und der Grafschaft Oldenburg. Der Renaissance-Bau von 1577 beherbergt heute ein Gasthaus. Der Warturm wurde 1813 zerstört und 1820 abgetragen.
- Das ehemalige zweigeschossige, denkmalgeschützte Polizeirevier Woltmershauser Straße 71 wurde 1909/1910 von Hans Ohnesorge geplant. Das Gebäude in der Form eines norddeutschen Wohnhauses im 18. und 19. Jahrhundert hat ein Krüppelwalmdach.
- Das ehemalige Friedhofsverwalterhaus von 1948 (Woltmershauser Str. 494, Nebeneingang Friedhof) gilt in Bremen als erstes Bauzeugnis des US-amerikanischen Bungalowstils. Es handelt sich um einen Winkelbungalow mit einem Walmdach.
- Die katholische St. Benedikt-Kirche (Auf dem Bohnenkamp) von 1966 wurde von Karl-Heinz Bruns entworfen.[11]

### Denkmale, Kunst
- Auf dem Bohnenkamp: Stadtteil in der Umklammerung von Industrie und Verkehr von Jürgen Schmiedekampf
- Rechtenflether Straße 24: Auf dem Kopf tanzen von Gunther Gerlach
- Weserufer: Wege zur Weser von Kai Thies
- Weseruferpark Rablinghausen: Das Lankenau-Monument von Hans-Jürgen Breuste stand von 1975 bis 2006.
- Woltmershausen: Atleth III von Hans-Jürgen Breuste
- Woltmershausen: Recklin with his poodles von Peter K.F. Krüger
- Woltmershausen: Wege zur Weser von Ralph Kull
- Woltmershauser Straße: Farbleitsystem von Peter Vogel
- Woltmershauser Straße: Wege zur Weser von Herwig Gillerke
- Woltmershauser Straße: Blätterfänger von Andreas Wegner
- Woltmershauser Straße 152: Der alles sprengende Lauf des Geldes von Jimmi D. Paesler
- Woltmershauser Straße 174: Nostalgie von Jub Mönster
- Woltmershauser Straße 241: Wandbild von Birgit Hansen und Gerhard Schlüter
- Woltmershauser Tunnel: Wandmalerei von Jub Mönster[12]

### Parks, Grünanlagen
- Der ca. 22 Hektar große Weseruferpark Rablinghausen mit den Wegen auf dem Deich vom Lankenauer Höft bis nach Woltmershausen wurde ab 1970 bis 1974 auf Spülfeldern vom Hafen links der Weser angelegt. 2006 entstand ein Spiel- und Wassergarten. Der 300 Meter lange Badestrand an der Weser ist seit 2009 nutzbar. Eine kleine eiserne Kogge von Hans-Dieter Tietjen erinnert an den Fundort der Bremer Kogge von 1380, die im Deutschen Schifffahrtsmuseum in Bremerhaven zu sehen ist.
- Die Kleingartengebiete Wardamm-Woltmershausen, Am Reedeich und an der Neuenlander Wasserlöse/Grolländer Ochtum/Alten Ochtum umfassen um die 2000 Kleingärten, die von neun Vereinen betreut werden.
- Der  3,2 Hektar große Friedhof Woltmershausen von 1890 mit einer neugotischen Kapelle und dem ältesten Bestand an Eichen auf der linken Weserseite.

## Öffentliche Einrichtungen

### Allgemein
- Ortsamt Neustadt/Woltmershausen, Neustadtscontrescarpe 44
- Polizeirevier Woltmershausen, Dötlinger Straße 6–8
- Kulturhaus Pusdorf[13] von 1982, Woltmershauser Straße 444

### Schulen
- Grundschule Rablinghausen, Dorfkampsweg 50
- Grundschule an der Rechtenflether Straße 24 in Woltmershausen
- Oberschule Roter Sand an der Butjadinger Straße 21 in Woltmershausen, Ganztagsschule und Schulzentrum im Sekundarbereich I

### Soziales
- Kindergärten Kita Roter Sand, Christuskirche Woltmershausen, Charlotte Niehaus Blexer Straße und Kinder- und Jugendhaus am Warturmer Platz
- JUSA Bremen Forum für Jugend und Soziale Arbeit, Auf dem Grünen 13
- Stiftungsdorf Rablinghausen der Bremer Heimstiftung, Rablinghauser Landstr. 51 a–e
- Krohne Seniorenpflege, Woltmershauser Straße 266
- Alten-Begegnungsstätte, Woltmershauser Str. 310
- Behinderteneinrichtung Werkstatt Bremen – Betriebsstätte Westerdeich
- Jugi Roter Sand, Jugendzentrum des DRK
- Einrichtungen der Arbeitslosenberatung, der Suchthilfe sowie Selbsthilfegruppen, Gesprächskreise etc.
- Spielhaus Treff Kamphofer Damm, Kita Bremen
- Haus Weserhof, Altenpflegeheim, Korian, Herrmann-Ritter-Str. 111

### Kirchen
- Ev. Christuskirche, Woltmershauser Str. 376, neogotischen Kirche von 1906 von Otto Blendermann entworfen
- Ev. Kirche Rablinghausen, Rablinghauser Deich 3,  barocke Kirche von 1748/50
- Ev. Freikirche Woltmershausen, Woltmershauser Straße 298
- Katholische Sankt Benedikt Kirchgemeinde, Butjadinger Str.70, Kirche von 1966, Architekt: Karl-Heinz Bruns

### Sport
- Hanseaten-Kampfbahn, Hansaweg 15
- Turn- und Sportverein Woltmershausen von 1890, Hansaweg 15
- Wassersportverein Warturm Warturmer Heerstraße 151
- Wassersport-Club Fink, Warturmer Heerstraße 140
- 18 Bahnen Disc Golf Parcours am Weseruferpark

## Wirtschaft und Verkehr

### Wirtschaft
Woltmershausen wird geprägt durch einen großen Bereich der gewerblichen Wirtschaft, die mit den Häfen (Neustadtshäfen, Hohentorshafen) am linken Weserufer verbunden ist.
Im Gewerbegebiet am Gaswerk war seit 1910 die Martin Brinkmann AG angesiedelt. Brinkmann beschäftigte hier in den 1930er Jahren rund 6000 Mitarbeiter in der Tabakindustrie und verließ Bremen 1984.
Das Tabakquartier Bremen wird seit um 2017 bis 2024 auf ca. 2000.000 m² Fläche durch den Immobilienunternehmen Justus Grosse zum Quartier entwickelt, mit über 1500 Wohnungen, rund 1500 Arbeitsplätzen, diversen Freizeit- und Kultureinrichtungen, Läden, Restaurant und drei Parkhochhäusern.
Die Stadtwerke Bremen betrieben hier von 1901 bis 1964 ein Gaswerk mit seinem markanten Gasometer, der um 1984 abgebaut wurde. Auf dem Gelände befindet sich heute eine Schaltzentrale, die Verwaltung für die Netze, Ausbildungsstätten und Lager der swb AG.

Heute befinden sich in dem Bereich weiterhin viele kleinere und mittelständische Betriebe.
Im Bereich Warturmer Heerstraße/Senator-Apelt-Straße befinden sich verschiedene Autohändler.
Westlich von Woltmershausen befindet sich im Niedervieland auf dem Gebiet des Ortsteils Seehausen das Güterverkehrszentrum Bremen (GVZ) und das Postfrachtzentrum.
Ein Wochenmarkt besteht an der Dötlinger Straße.

### Verkehr

#### Öffentlicher Personennahverkehr
Die bedeutsamste Verbindung für Woltmershausen ist die Buslinie 24 (Rablinghausen – Domsheide – Hauptbahnhof – Neue Vahr-Nord). Sie ersetzt die 1965 eingestellte Linie 7 der Bremer Straßenbahn, die auf der gleichen Strecke fuhr.
Die Buslinien 61 (Sandhausen – Strom – Rablinghausen) und 62 (Hasenbüren – Neustädter Hafen – Rablinghausen) fahren nur stündlich und werden abends und am Wochenende durch die Ringlinien 65 und 66 ersetzt. Die Buslinie 63 (GVZ – Neustadt – Hauptbahnhof), sowie die Schnellbuslinie 63S (GVZ – Hauptbahnhof) fahren außerhalb der Wohngebiete und haben daher für den Stadtteil nur eine geringe Bedeutung.
Nachts verkehrt die Nachtlinie N3 durch Woltmershausen. Auf der Strecke Rablinghausen – Domsheide – Hauptbahnhof auf demselben Weg der Linie 24, danach weiter in Richtung Universität – Horn – Oberneuland – Osterholz – Bahnhof Mahndorf.

#### Straßen
Die Autobahn A 281 führt seit 2008 am Rand des Stadtteils entlang und verbindet das Güterverkehrszentrum mit der Autobahn A 1. Durch zwei Anschlussstellen kann der Stadtteil über die Stromer Straße erreicht werden. Eine Verlängerung der Autobahn unter der Weser nach Oslebshausen zur Autobahn A 27 ist geplant.
Im Stadtteil sind die Woltmershauser Straße und die Rablinghauser Landstraße die wichtigsten Erschließungsstraßen.

#### Rad- und Wanderwege
Es führen Radwege vorbei an Rablinghausen u. a. auf dem Deich der Weser zum Weseruferpark Rablinghausen und zum Lankenauer Höft. Die Ochtumniederung kann über den Reedeich und Langer Damm erreicht werden. Der Radweg Alter Schutzdeich führt via Wardamm nach Huchting. Mittig im Stadtteil besteht die Verbindung auf der Butjadinger Straße, dem Mittelkamp und der Simon-Bolivar-Straße.

## Persönlichkeiten
In alphabetischer Reihenfolge 
- Johann Hermann Duntze (1790–1874), Pastor in Rablinghausen (1819–1869), Autor der vierbändigen Geschichte der freien Stadt Bremen (1845–1851)
- Joachim „Bommel“ Fischer (* 1960), Aktionskünstler und Autor
- Johann Jakob Hoops (1840–1916), Oberlehrer in Rablinghausen (1864–1902)
- Hinrich Hormann (1863–1920), Pädagoge, Mitglied der Bremer Bürgerschaft und des Deutschen Reichstages (Fortschrittliche Volkspartei), Gründer des Bürgervereins (Gebietsvereins) Woltmershausen
- Heinrich Hüneke, bis 1921 letzter Bürgermeister von Rablinghausen/Lankenau, Hünekestraße in Rablinghausen
- Mazlum Koc (* 1989), Bürgerschaftsabgeordneter (Linke) von 2019 bis 2023
- Friedrich Wilhelm Pokhans, bekannt als volkstümlicher Landjäger in den 1920er Jahren
- Hermann Ritter (1878–1949), Senator und Unternehmer, seit 1900 Inhaber der Firma Martin Brinkmann, die ab 1910 in Woltmershausen ihren Sitz hat
- Horst Stäcker (1931–2015), 1963 bis 1986 Mitglied der Bremischen Bürgerschaft (SPD)
- Edith Wangenheim (* 1947), Mitglied im Beirat (1988–91) und 1994 bis 2007 der Bremischen Bürgerschaft (SPD)
- Nick Woltemade (* 2002), Fußballspieler, DFB-Pokalsieger 2025 mit dem VfB Stuttgart, seit 2025 Teil der Deutschen Fußballnationalmannschaft